# Giraudia punctifera
Giraudia punctifera là một loài tò vò trong họ Ichneumonidae.